# NGC 6404
NGC 6404 é um aglomerado estelar aberto na direção da constelação de Escorpião. Foi descoberto pelo astrônomo inglês John Herschel em 1837. Devido a sua moderada magnitude aparente (+10,6), é visível mesmo com pequenos telescópios amadores ou com equipamentos superiores. O aglomerado da Borboleta (Messier 6) está situada a apenas um grau a norte de NGC 6404 na abóbada celeste.